# Киселёвка (Могилёвская область)
Киселёвка (бел. Кісялёўка) — деревня в Мстиславском районе Могилёвской области Белоруссии. Входит в состав Ходосовского сельсовета.

## География
Деревня находится в северо-восточной части Могилёвской области, в пределах Оршанско-Могилёвской равнины, к востоку от реки Чёрная Натопа, к северу от республиканской автодороги Р73, на расстоянии примерно 18 километров (по прямой) к юго-западу от Мстиславля, административного центра района. Абсолютная высота — 198 метров над уровнем моря.

## История
В конце XVII века деревня Киселёвка входила в состав Мстиславского воеводства Великого княжества Литовского.
Согласно «Списку населенных мест Могилёвской губернии» 1910 года издания населённый пункт входил в состав Долговичской волости Чериковского уезда Могилёвской губернии. Имелось 36 дворов и проживало 216 человек (112 мужчин и 104 женщины).
Советская власть была установлена в январе 1918 года. В 1929 году был организован колхоз «Путь Ильича», который в 1932 году объединял 48 хозяйств и имел 427 га пашни.
Во время Великой Отечественной войны, в период с 14 июля 1941 года по 28 сентября 1943 года, деревня оккупирована немецко-фашистскими захватчиками.

## Население
По данным переписи 2009 года, в деревне проживало 7 человек.